# 6238 Septimaclark
A 6238 Septimaclark (ideiglenes jelöléssel (6238) 1989 NM) a Naprendszer kisbolygóövében található aszteroida. Eleanor F. Helin fedezte fel 1989. július 2-án.